# Église Saint-Malo de Saint-Malo-de-Beignon
Pour les articles homonymes, voir Église Saint-Malo.
L'église Saint-Malo est une église catholique située à Saint-Malo-de-Beignon, en France.

## Localisation
L'église est située dans le département français du Morbihan, sur la commune de Saint-Malo-de-Beignon.

## Historique
À partir de 1396, Saint-Malo-de-Beignon est une juridiction ecclésiastique de l'évêque de Saint-Malo, dont le manoir seigneurial jouxtait l'église. La construction de celle-ci commence au XIe siècle. Le portail semble dater du XIIIe siècle. Par la suite, l'édifice est remanié à plusieurs reprises. La résidence des évêques est incendiée en 1958 et en grande partie abattue en 1977.
Le portail de l'église est inscrit au titre des monuments historiques par arrêté du 30 mai 1927 et l'église en totalité avec son placître et son calvaire du XVIe siècle, est inscrite par arrêté du 29 novembre 2023.

## Description
La façade ouest, romane, se démarque par son appareil polychrome (grès roussard pour le grand appareil, pierre plus claire pour le petit appareil). Elle est en partie cachée au nord par ce qui subsiste de la résidence des évêques, laquelle masque également une grande partie du mur nord de l'église. Encadrée par deux puissants contreforts, elle présente en son centre un portail constitué d'un massif maçonné en avancée dont le sommet en bâtière se prolonge par un contrefort plat jusqu’en haut du pignon. Au centre du massif, la porte est encadrée par trois voussures en arc brisé retombant sur des imposes. Deux fenêtres de plein cintre sont percées de part et d'autre de la bâtière. Le mur sud en retour, percé de trois petites fenêtres de plein cintre, est de la même époque. Au niveau du chœur, deux grandes fenêtres de plein cintre datent du XVIIIe siècle. Une maison est adossée au chevet plat.
Un retable polychrome du XVIIe siècle occupe le fond du chœur.